# Tazza Maltija 2017-2018
La Tazza Maltija 2017-2018 è stata l'80ª edizione della coppa nazionale maltese. La competizione è iniziata il 2 settembre 2017 ed è terminata il 5 maggio 2018 con la finale. Il Floriana era la squadra campione in carica. Il Valletta ha vinto il torneo per la quattordicesima volta nella sua storia.

## Turno preliminare
| Squadra 1         | Risultato | Squadra 2          |
| ----------------- | --------- | ------------------ |
| 2 settembre 2017  |           |                    |
| Nadur Youngsters  | 4 - 1     | Xagħra Utd         |
| 3 settembre 2017  |           |                    |
| Oratory Youths    | 4 - 0     | Ghaxaq             |
| Xghajra Tornadoes | 4 - 1     | St. Lawrence Spurs |
| Xewkija Tigers    | 4 - 1     | Marsaskala         |
| Mellieħa          | 4 - 3     | Munxar Falcons     |

## Primo turno
| Squadra 1               | Risultato        | Squadra 2          |
| ----------------------- | ---------------- | ------------------ |
| 9 settembre 2017        |                  |                    |
| Żurrieq                 | 3 - 1            | Qala St. Joseph    |
| Ta' Xbiex               | 1 - 4            | Santa Venera       |
| 10 settembre 2017       |                  |                    |
| Mdina Knights           | 2 - 3            | Mellieħa           |
| Victoria Hotspurs       | 1 - 0            | Nadur Youngsters   |
| S.K. Victoria Wanderers | 1 - 4            | Xewkija Tigers     |
| Mtarfa                  | 1 - 3            | Dingli Swallows    |
| 11 settembre 2017       |                  |                    |
| Oratory Youths          | 4 - 4 (5-9 dtr)  | Kerċem Ajax        |
| Xghajra Tornadoes       | 2 - 1            | Msida Saint-Joseph |
| 20 settembre 2017       |                  |                    |
| Għajnsielem             | 2 - 2 (10-9 dtr) | Kirkop United      |

## Secondo turno
| Squadra 1          | Risultato   | Squadra 2             |
| ------------------ | ----------- | --------------------- |
| 21 ottobre 2017    |             |                       |
| Għargħur           | 1 - 6       | Vittoriosa Stars      |
| Fgura Utd          | 1 - 4       | Qormi                 |
| Mellieħa           | 1 - 2       | Swieqi Utd            |
| Siggiewi           | 4 - 2       | Luqa                  |
| Marsaxlokk         | 5 - 0       | Żabbar St. Patrick    |
| Sirens             | 1 - 3       | Żebbuġ Rangers        |
| Santa Venera       | 1 - 2       | Kalkara               |
| Żejtun Corinthians | 4 - 0       | Dingli Swallows       |
| 22 ottobre 2017    |             |                       |
| Xewkija Tigers     | 5 - 2       | Xghajra Tornadoes     |
| Żurrieq            | 1 - 3       | Qrendi                |
| Gudja Utd          | 3 - 0 (dts) | Rabat Ajax            |
| Marsa              | 1 - 4       | St. Lucia             |
| Attard             | 0 - 2 (dts) | Kerċem Ajax           |
| Victoria Hotspurs  | 4 - 0       | Birzebbuga St. Peters |
| Pembroke Athleta   | 1 - 3 (dts) | Pietà Hotspurs        |
| Mġarr              | 0 - 3       | Mqabba                |
| San Ġwann          | 2 - 0       | St. George's          |

## Terzo turno
| Squadra 1        | Risultato   | Squadra 2          |
| ---------------- | ----------- | ------------------ |
| 1º dicembre 2017 |             |                    |
| Lija Athletic    | 4 - 0       | Kalkara            |
| Siggiewi         | 2 - 3 (dts) | Pietà Hotspurs     |
| San Ġwann        | 3 - 0       | Melita             |
| Mosta            | 2 - 1       | Mqabba             |
| 2 dicembre 2017  |             |                    |
| St. Andrews      | 1 - 3       | Sliema Wanderers   |
| Hibernians       | 2 - 1       | Victoria Hotspurs  |
| St. Lucia        | 0 - 5       | Birkirkara         |
| Naxxar Lions     | 3 - 1 (dts) | Floriana           |
| Balzan           | 4 - 1       | Gudja Utd          |
| Valletta         | 2 - 0       | Senglea Athletic   |
| 3 dicembre 2017  |             |                    |
| Marsaxlokk       | 0 - 3       | Żejtun Corinthians |
| Swieqi Utd       | 0 - 3       | Tarxien Rainbows   |
| Xewkija Tigers   | 4 - 0       | Vittoriosa Stars   |
| Gżira Utd        | 0 - 1 (dts) | Ħamrun Spartans    |
| Kerċem Ajax      | 5 - 1       | Żebbuġ Rangers     |
| Qrendi           | 2 - 0       | Qormi              |

## Quarto turno
| Squadra 1        | Risultato   | Squadra 2          |
| ---------------- | ----------- | ------------------ |
| 19 gennaio 2018  |             |                    |
| Birkirkara       | 2 - 1 (dts) | San Ġwann          |
| 20 gennaio 2018  |             |                    |
| Tarxien Rainbows | 1 - 2       | Lija Athletic      |
| Mosta            | 1 - 2       | Żejtun Corinthians |
| Kerċem Ajax      | 3 - 4 (dts) | Qrendi             |
| Ħamrun Spartans  | 0 - 1       | Sliema Wanderers   |
| Balzan           | 2 - 0       | Naxxar Lions       |
| 21 gennaio 2018  |             |                    |
| Hibernians       | 3 - 0       | Xewkija Tigers     |
| Pietà Hotspurs   | 0 - 1       | Valletta           |

## Quarti di finale
| Squadra 1        | Risultato       | Squadra 2          |
| ---------------- | --------------- | ------------------ |
| 17 febbraio 2018 |                 |                    |
| Qrendi           | 0 - 3           | Birkirkara         |
| Valletta         | 2 - 0           | Żejtun Corinthians |
| Hibernians       | 0 - 0 (1-4 dtr) | Sliema Wanderers   |
| Lija Athletic    | 1 - 3           | Balzan             |

## Semifinali
| Squadra 1      | Risultato       | Squadra 2        |
| -------------- | --------------- | ---------------- |
| 28 aprile 2018 |                 |                  |
| Birkirkara     | 1 - 1 (3-2 dtr) | Sliema Wanderers |
| 29 aprile 2018 |                 |                  |
| Valletta       | 2 - 1           | Balzan           |

## Finale
| Arbitro: | Alan Mario Sant |

|             |           |                             |
| Rolovic 87’ | Marcatori | 41’ Kyrian Nwoko 78’ Malano |